# Batalla de Sailor's Creek
La batalla de Sailor's Creek se libró el 6 de abril de 1865, cerca de Farmville, Virginia, como parte de la campaña de Appomattox, cerca del final de la guerra civil estadounidense. Fue el último gran enfrentamiento entre el ejército confederado de Virginia del Norte, comandado por el general Robert E. Lee y el ejército del Potomac, bajo la dirección general del teniente general de la Unión Ulysses S. Grant.
Tras abandonar Petersburgo, los confederados, exhaustos y hambrientos, se dirigieron al oeste, esperando reabastecerse en Danville o Lynchburg, antes de unirse al general Joseph E. Johnston en Carolina del Norte. Pero el ejército de la Unión, más fuerte, les siguió el ritmo, aprovechando el terreno accidentado lleno de arroyos y altos acantilados, donde las largas caravanas de carros de los confederados eran muy vulnerables. Los dos pequeños puentes sobre Sailor's Creek y Little Sailor's Creek provocaron un cuello de botella que retrasó aún más el intento de huida de los confederados. Tras una desesperada lucha cuerpo a cuerpo, se perdió alrededor de una cuarta parte de los soldados efectivos que quedaban de la fuerza confederada, incluidos varios generales. Al presenciar la rendición desde un risco cercano, Lee hizo su famoso comentario desesperado al general de división William Mahone: "Dios mío, ¿se ha disuelto el ejército?", a lo que Mahone respondió: "No, general, aquí hay tropas listas para cumplir con su deber".
A veces se hace referencia a la batalla bajo su antigua ortografía como Sayler's Creek.
Al día siguiente, 7 de abril, el general Grant envió su primera carta al general Lee pidiendo la rendición de su ejército. Dos días después, Lee se rendiría en Appomattox Court House.

## Antecedentes

### Situación militar
Artículos principales: Campaña de Appomattox, Batalla de Five Forks y Tercera Batalla de Petersburg
Más información: Campaña de Richmond-Petersburg (Sitio de Petersburg), Campaña de Overland, Teatro del Este de la Guerra Civil Estadounidense, Guerra Civil Estadounidense

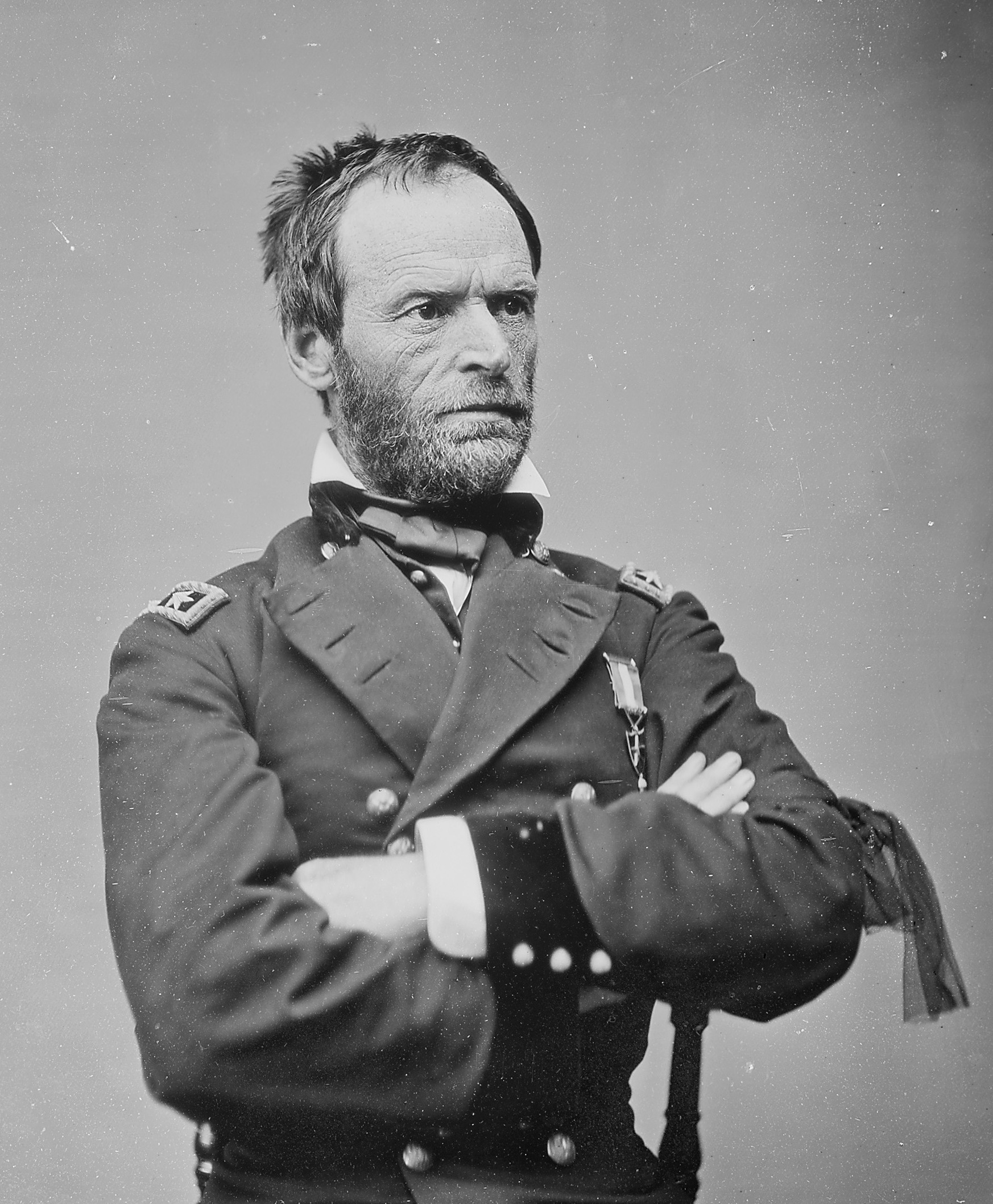
General William T. Sherman, USA

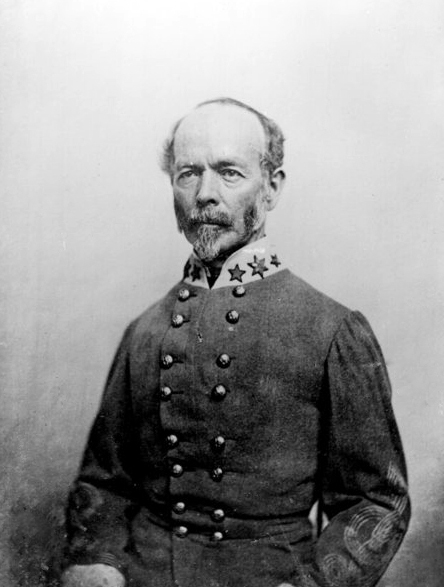
General Joseph E. Johnston, CSA

Una revisión de la campaña de Appomattox antes de la batalla de Sailor's Creek muestra las circunstancias cada vez más desesperadas de las fuerzas confederadas que conducen a la batalla. El ejército de la Unión del teniente general Ulysses S. Grant (ejército del Potomac, ejército del James, ejército del Shenandoah) rompió las defensas del ejército de los Estados Confederados en Petersburg, Virginia, en la batalla de Five Forks el 1 de abril y en la tercera batalla de Petersburg el 2 de abril. Una división de la Unión bajo el mando del general de brigada Nelson A. Miles también rompió la última defensa del Ferrocarril del Sur en la tarde del 2 de abril, cortando ese ferrocarril como línea de suministro o ruta de retirada para los confederados. El ejército del Norte de Virginia del general Robert E. Lee evacuó Petersburg, Virginia y la capital confederada de Richmond, Virginia en la noche del 2 de abril y comenzó una retirada con la esperanza de unirse al ejército del general Joseph E. Johnston que se enfrentaba al grupo del ejército de la Unión comandado por el general de división William T. Sherman en Carolina del Norte.

### Batalla de la Iglesia de Namozine

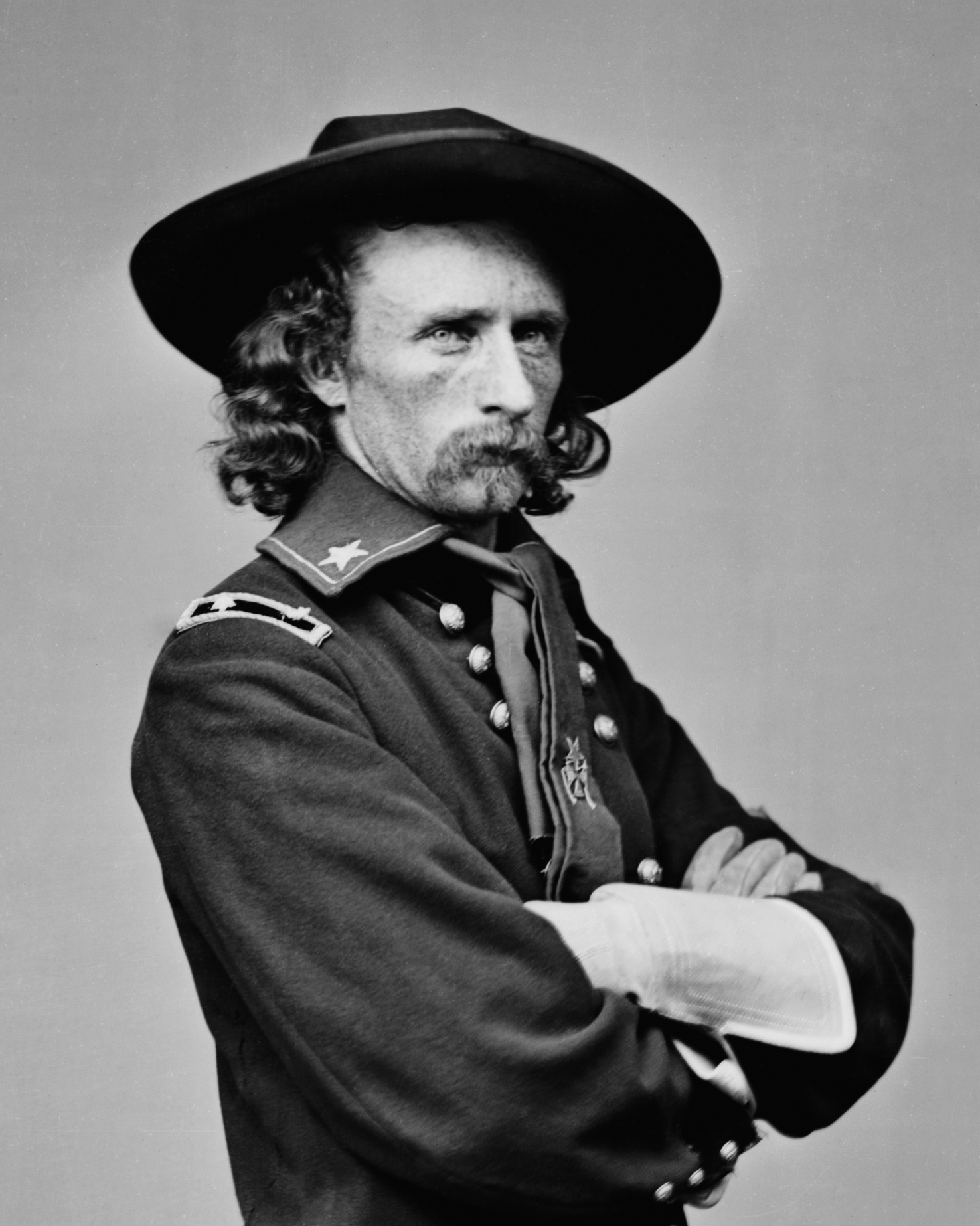
General George A. Custer, USA

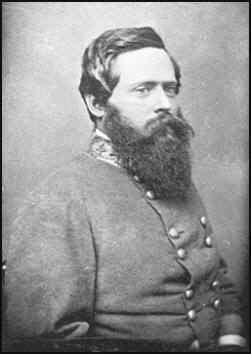
General Fitzhugh Lee, CSA

La mayor parte del ejército de Lee marchó hacia el oeste por caminos al norte del río Appomattox. El 3 de abril, al sur del río Appomattox, la caballería del ejército de la Unión al mando de la brigada del coronel (brevet brigadier general) William Wells de la división del general de brigada (brevet major general) George Armstrong Custer persiguió y se enfrentó a unidades de la retaguardia de la caballería confederada que huía al mando del general de brigada William Paul Roberts en Namozine Creek y al general de brigada Rufus Barringer de la división de  W. H. F. "Rooney" Lee y el mando general del general de división Fitzhugh Lee en la batalla de Namozine Church. La caballería confederada de Barringer había ganado suficiente tiempo para que la división de infantería del general de división Bushrod Johnson pasara cerca de Namozine Church. Cuando el general Johnson se acercó a Namozine Church con su división de infantería, los hombres de Custer se vieron obligados a retirarse, permitiendo a las fuerzas confederadas avanzar a través de Deep Creek, un afluente del río Appomattox. Sin embargo, al anochecer, la brigada de Wells continuó atacando a las fuerzas de Fitzhugh Lee a lo largo de Deep Creek, pero finalmente fueron retenidos por la infantería de Bushrod Johnson en Sweathouse Creek. El general de brigada Barringer y muchos de sus hombres fueron capturados cuando los exploradores del general de división Philip H. Sheridan, que llevaban uniformes grises, condujeron a Barringer y a sus hombres restantes a una trampa Se desconoce el número de muertos y heridos confederados, excepto que Bushrod Johnson informó de 15 heridos. 350 confederados fueron capturados. La fuerza de la Unión sufrió bajas de 95 muertos y heridos en los enfrentamientos de Namozine Creek, Namozine Church y Sweathouse Creek el 3 de abril.

### Marcha hacia Amelia Court House
La mayor parte del ejército confederado había marchado unas 21 millas (34 km) hacia el oeste el 3 de abril. Para reunirse en el punto de encuentro de Amelia Court House que había sido designado por el general Lee, todos los comandos confederados, excepto los del teniente general Richard H. Anderson y el general de división Fitzhugh Lee, tendrían que cruzar el río Appomattox, que gira bruscamente hacia el norte no muy lejos del oeste de los campamentos confederados en la noche del 3 de abril. El 4 de abril, la mayor parte del ejército confederado que se desplazaba hacia el lado sur del río Appomattox tuvo que utilizar una única carretera embarrada o tomar rutas muy tortuosas debido a las inundaciones y a la falta de puentes en otras carreteras, lo que retrasó el avance hacia el punto de encuentro de Amelia Court House.
Al anochecer del 3 de abril, la mayor parte de las tropas del teniente general James Longstreet habían cruzado al lado oeste del río Appomattox por el puente de Goode, mientras que el cuerpo del general de división John B. Gordon estaba al este del puente. Amelia Court House estaba a 8,5 millas (13,7 km) al oeste. La fuerza de Ewell no pudo cruzar el río por el puente Genito como estaba previsto porque no había llegado un puente de pontones que se esperaba que estuviera allí. Después de marchar hacia el sur, los hombres de Ewell cruzaron el río por un puente del ferrocarril de Richmond y Danville sobre el que habían colocado tablones. Acamparon el 4 de abril a 1 milla (1,6 km) al oeste del puente. El cuerpo de Gordon estaba en Scott's Shop a 5 millas (8. 0 km) al este de Amelia Court House, esperando a que la columna de Ewell los alcanzara. Los hombres de Mahone marcharon hacia Goode's Bridge pero no entraron en Amelia Court House hasta que se le informó de que la fuerza de Richmond había llegado.

### Beaver Pond Creek
En la línea de marcha hacia el oeste, hacia el punto de encuentro del Ejército Confederado en Amelia Court House, en la carretera de Bevill's Bridge, el teniente general Anderson hizo que los hombres restantes de las divisiones de los generales mayores George Pickett y Bushrod Johnson construyeran terraplenes y formaran una línea de batalla en la carretera de Tabernacle Church para proteger a las fuerzas en retirada del ataque de las fuerzas de la Unión que les perseguían hacia el sur.
El 4 de abril, la división de caballería de Custer cabalgó hacia el oeste en dirección a Jetersville, Virginia, en el ferrocarril de Richmond y Danville, a 8 millas (13 km) al suroeste de Amelia Court House y a 10 millas (16 km) de Burkeville Junction, Virginia. El general de brigada (brevet mayor general) Wesley Merritt con la división de caballería del general de brigada Thomas Devin cruzó Deep Creek en Brown's Bridge y se dirigió directamente más allá de Tabernacle Church a Beaver Pond Creek donde, a última hora del día, un regimiento de Míchigan de la división envió a los escaramuzadores de Anderson de vuelta a sus trabajos de campo. Al acercarse a las obras, toda la división de Devin, en su mayoría desmontada, escaramuzó con partes de la infantería de los generales de división Henry Heth, Bushrod Johnson y George Pickett Alrededor de las 10 de la noche, Devin recibió la orden de retirarse a Jetersville y condujo a sus hombres a ese punto después de quemar un molino cercano.

### Amelia Court House
En la mañana del 4 de abril, el mando del general de brigada de la Unión Ranald Mackenzie cruzó Deep Creek y llegó a Five Forks del condado de Amelia, a sólo 1 milla (1,6 km) al sur de Amelia Court House, donde el 1.º de Caballería de Maryland (EE. UU.) tuvo una escaramuza con el 14.º de Caballería de Virginia.

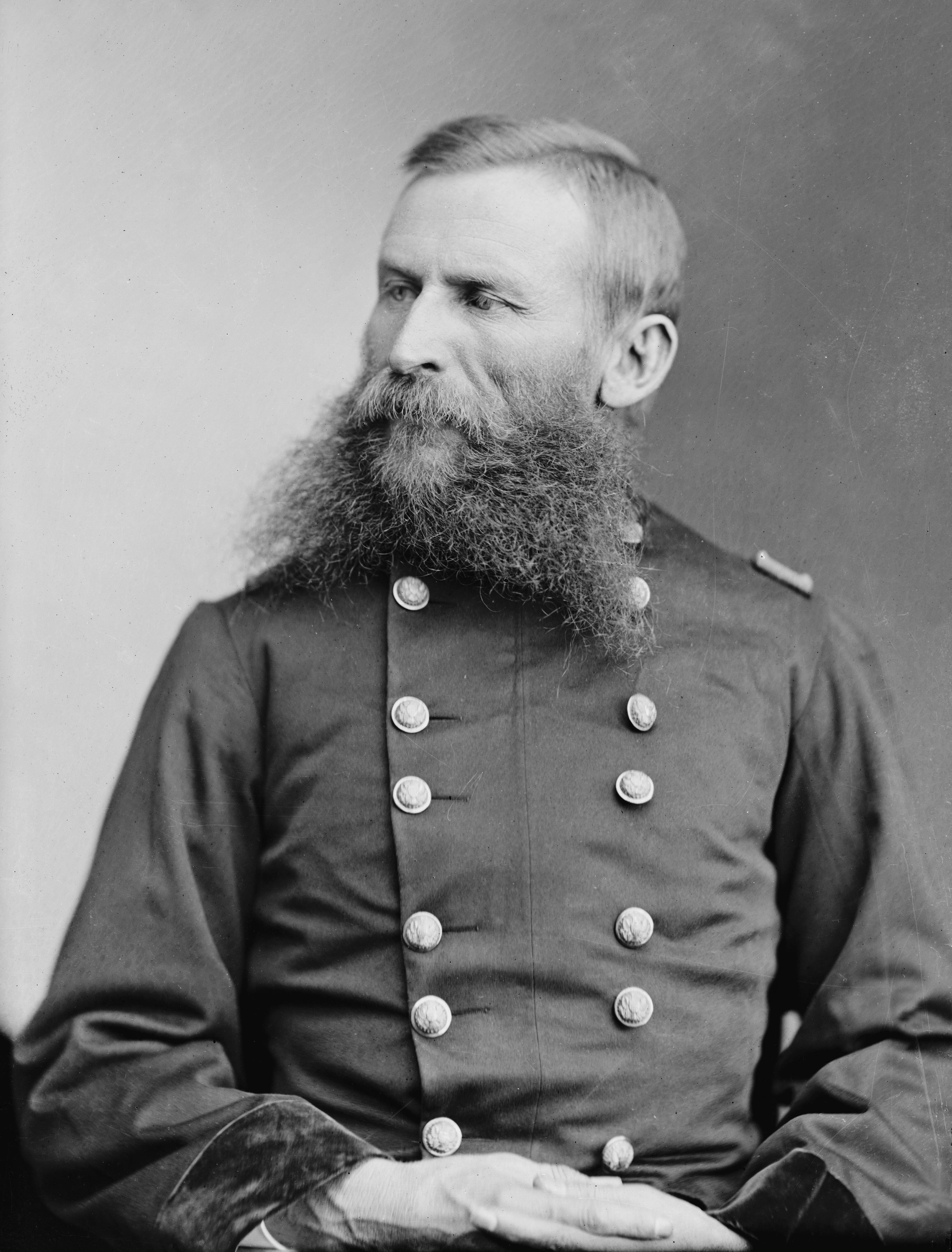
Mayor general George Crook, USA

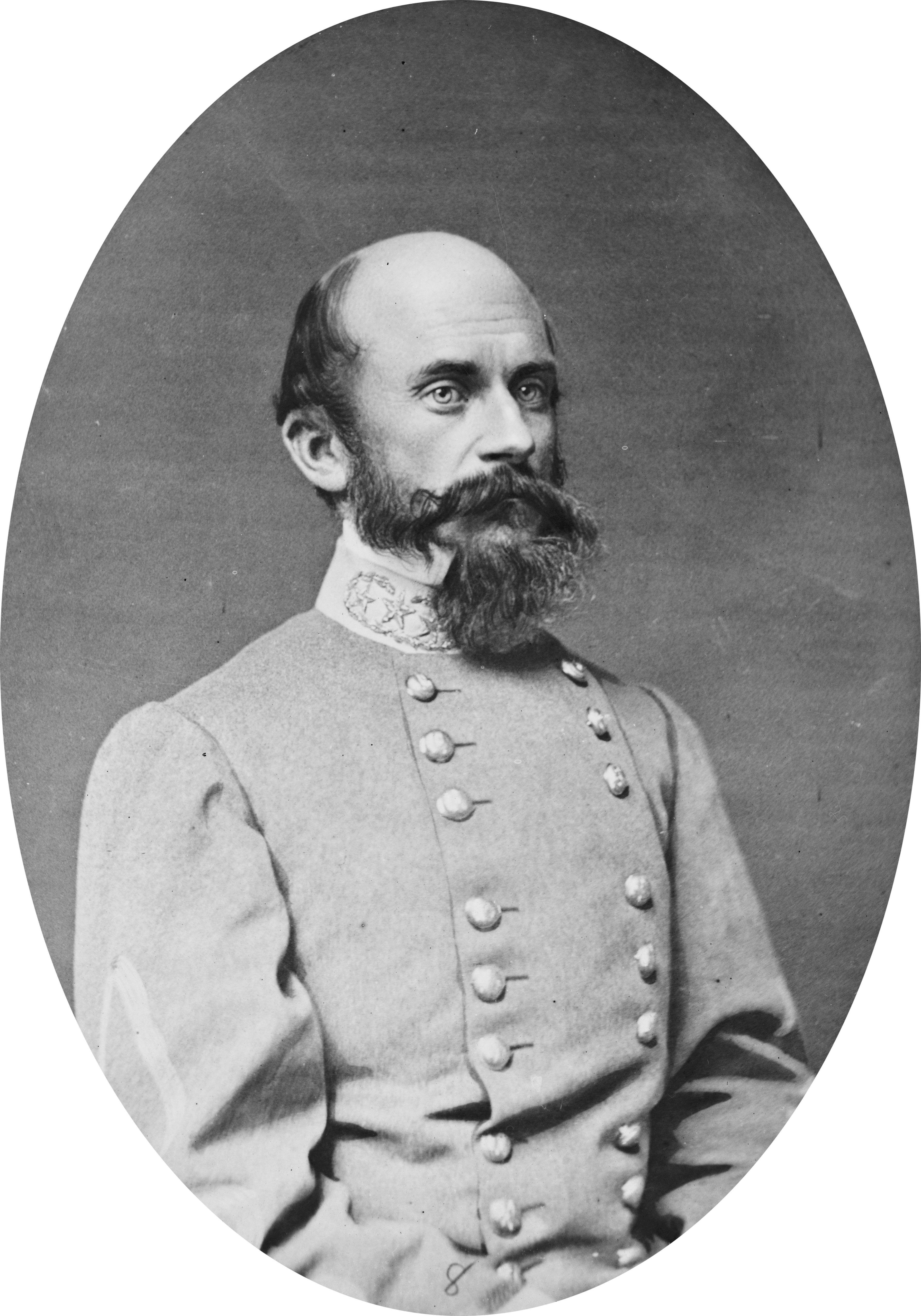
Teniente general Richard S. Ewell, CSA

Una avanzadilla de la división de caballería del mayor general de la Unión George Crook llegó al importante cruce ferroviario de Burkeville Junction, Virginia, a las 3:00 p. m., El cuerpo principal de la división de caballería de Crook y la brigada de infantería del general de brigada Joshua Chamberlain del V cuerpo también se dirigieron hacia Jetersville, llegando antes del anochecer. La llegada de todo el V cuerpo a Jetersville puso fin a la última oportunidad de Lee de avanzar hacia el sur a lo largo de la vía férrea, aunque si hubiera optado por enviar al cuerpo de Longstreet, que había llegado primero a Amelia Court House, hacia el sur contra la fuerza de la Unión que se estaba reuniendo, sus divisiones de cola probablemente no habrían podido alcanzarle. El cuerpo del teniente general Richard Ewell seguía intentando cruzar el río Appomattox a las 10:00 p. m.; Anderson seguía escaramuzando con Devin en Beaver Pond Creek; Gordon estaba a varias millas de distancia en Scott's Shop; y, Mahone no estaba lejos de Goode's Bridge, esperando para proteger el puente en caso de que Ewell no pudiera encontrar otro cruce del río. Cuando la caballería de Devin interrumpió el combate en Beaver Pond Creek, ninguna fuerza de la Unión amenazaba la retaguardia del ejército de Lee y las fuerzas de Anderson y Mahone no necesitaban quedarse atrás como retaguardia No llegaron a Amelia Court House hasta bien entrado el día siguiente.
Lee esperaba encontrar raciones para el ejército en Amelia Court House, pero sólo encontró una reserva inadecuada de raciones y un tren cargado de artillería. Lee esperó a que el resto del ejército lo alcanzara y envió partidas de búsqueda de alimentos al condado que arrojaron pocas provisiones a pesar del llamamiento personal de Lee en una proclama ese mismo día. Sin embargo, los forrajeadores del ejército de la Unión pudieron encontrar abundantes provisiones en la marcha, ya que sus carros empezaron a quedarse muy atrás en los caminos embarrados. Lee también ordenó que se enviaran 200.000 raciones desde Danville a través del ferrocarril. Sheridan interceptó este mensaje en Jetersville más tarde ese mismo día. Lee también ordenó que se redujera el número de carros y piezas de artillería con el ejército y que precedieran a la infantería en la marcha con los mejores caballos. El equipo extra debía ser enviado por una ruta tortuosa hacia el norte con los animales más débiles, enviados por ferrocarril o destruidos. Los 200 cañones y 1.000 carros que el ejército de Lee había llevado en su huida se reducirían en casi un tercio.
Una semana después, Lee dijo que el retraso en Amelia Court House aseguraba la derrota y la rendición confederada. Algunos historiadores modernos han subrayado que el hecho de no tener un puente de pontones previsto en el cruce de Genito Road fue el factor clave para que las divisiones de Lee que venían detrás no llegaran a Amelia Court House el 4 de abril. Se había colocado un puente de pontones en Goode's Bridge, pero el tráfico allí se congestionó mucho porque los accesos a Bevill's Bridge también estaban bloqueados por las aguas altas. Lee no mencionó el puente de pontones que faltaba en sus comentarios de una semana más tarde, sino que culpó del retraso a la falta de suministros en Amelia Court House, pero, como han señalado algunos historiadores, muchos de sus hombres y carros no habían llegado a Amelia Court House el 4 de abril y no estaban en condiciones de avanzar hasta algún momento del 5 de abril, incluso si no hubiera detenido a los demás para descansar y forrajear. El historiador William Marvel escribió que "por mucho que Lee necesitara seguir avanzando esa noche, necesitaba aún más concentrar sus fuerzas".

### Paineville, Amelia Springs
En la mañana del 5 de abril, Sheridan envió a la brigada del general de brigada Henry E. Davies de la división del general de división George Crook a explorar los movimientos confederados más allá de Amelia Court House cerca de Paineville, o Paine's Cross Roads, a unas 5 millas (8,0 km) al norte de Amelia Springs. En Paineville, Davies encontró una caravana del cuartel general custodiada por la brigada de caballería del general de brigada Martin Gary. Esta era la caravana que había salido de Richmond con provisiones para el ejército de Lee, incluyendo alimentos y municiones para el cuerpo de Ewell. Como había seguido una ruta más tortuosa al norte del puente Genito en la carretera de Paineville, sólo tenía alguna escolta de caballería. El tren cruzó al lado sur del río Appomattox por el puente de Clemmentown.
Mientras la brigada de Davies pasaba lentamente por el balneario de Amelia Springs, la caravana con el exceso de artillería y equipo empezó a subir por la carretera de Paineville desde Amelia Court House hacia Paineville al mismo tiempo que la caravana de Richmond se dirigía al sur por esa carretera hacia Paineville. Los ciudadanos locales empezaron a extenderse a caballo para advertir a los confederados de la incursión de la caballería de la Unión.
Davies atacó la sección de cabeza de la caravana, dos compañías de artillería, a 4 millas (6,4 km) al este de Paineville, y rápidamente acorraló a 300 soldados y otros tantos cocheros afroamericanos. Los soldados de caballería de la Unión cortaron muchos caballos y mulas de sus rastros, capturaron cinco cañones Armstrong nuevos y quemaron más de 100 carros de provisiones. Los soldados de Davies destruyeron los suministros del mayor general Custis Lee, incluyendo toda la munición de repuesto. Los vagones principales del tren que salió de Amelia Court House, incluyendo el equipaje del cuartel general de Fitzhugh Lee, los vagones del cuartel general de Robert E. Lee con muchos informes y algunas ambulancias y suministros médicos, también fueron capturados por los asaltantes de la Unión. Los rezagados y los soldados enfermos finalmente se reunieron para detener la destrucción.
Antes de que Davies pudiera regresar a Jetersville, su brigada fue atacada cerca de Amelia Springs por la brigada de caballería del general de brigada Martin Gary y una fuerza mucho mayor de las divisiones de Thomas L. Rosser y del coronel Thomas T. Munford bajo el mando del general de división Fitzhugh Lee. Actuando como retaguardia, el 1.º regimiento de Caballería Voluntaria de Nueva Jersey contuvo a los perseguidores confederados, permitiendo que la columna principal de Davies con prisioneros y caballos, mulas y artillería capturados pasara por Amelia Springs. En Amelia Springs, las otras brigadas de la división de Crook bajo el mando del general de brigada J. Irvin Gregg y el coronel (brevet general de brigada) Charles H. Smith proporcionaron refuerzos, permitiendo a la fuerza de Davies llegar a Jetersville con sus prisioneros, armas y equipos. Davies regresó con sus hombres a Amelia Springs para ayudar a defenderse del ataque de la caballería confederada.
La división de caballería de Crook tuvo bajas de 13 muertos, 81 heridos y 72 desaparecidos y probablemente hechos prisioneros en tres encuentros durante el día. Fitzhugh Lee dijo que había contado 30 soldados de la Unión muertos en el camino. Davies capturó 320 soldados confederados y 310 afroamericanos a los que describió como cocheros. También capturó 400 animales y 11 banderas mientras destruía unos 200 carros Las bajas confederadas no fueron reportadas pero se sabe que dos capitanes confederados fueron heridos de muerte.

### Jetersville
Al no haber podido encontrar mucha comida en el área de Amelia Court House y con el ejército de la Unión acercándose, Lee inició su marcha por la ruta del Ferrocarril de Richmond y Danville hacia Jetersville, Virginia, a la 1:00 p. m. del 5 de abril.
Al acercarse a Jetersville y escuchar fuego de escaramuza en el frente, Lee descubrió que su ruta a Danville a lo largo del ferrocarril estaba bloqueada en Jetersville por la rápida caballería de la Unión bajo el mando del general de división Philip Sheridan. La infantería de la Unión fue reportada por los exploradores de la caballería como cercana, pero en realidad el V cuerpo ya había llegado a Jetersville.
Lee decidió que sus hombres estaban demasiado dispersos y que era demasiado tarde para atacar a la fuerza de la Unión en Jetersville, por lo que los confederados tendrían que volver a marchar por el ferrocarril de Richmond y Danville hasta una carretera por la que realizar otra marcha nocturna hasta Farmville. En Farmville, a 23 millas (37 km) al oeste por el Ferrocarril del Sur, el comisario general confederado Isaac St. John le dijo al general Lee que tendría 80.000 raciones esperando. Desde Farmville, Lee podría alcanzar el Richmond y Danville en Keysville, Virginia, si los confederados podían superar a las fuerzas de la Unión.
La marcha confederada se retrasó antes de que las tropas pudieran llegar a Amelia Springs porque un puente estaba fuera de servicio en Flat Creek que necesitaba ser reparado para permitir el paso de los carros y la artillería. Durante la noche, espías de la Unión vestidos con uniformes confederados fueron capturados con un mensaje que mostraba la disposición de las fuerzas de la Unión.

## Plan de la Unión
El teniente general Grant llegó al cuartel general del mayor general Sheridan en Jetersville alrededor de las 10:30 p. m. Cerca de la medianoche, Grant y Sheridan se reunieron con el enfermo mayor general George Meade, comandante del ejército del Potomac. Grant dijo que no tenía ninguna duda de que Lee se estaba moviendo en ese momento, pero no ordenó a Meade que cambiara su plan. Sheridan también estaba convencido de que Lee no permanecería estático en Amelia Court House. A pesar de su escepticismo sobre la permanencia de Lee en Amelia Court House, Grant le ordenó que avanzara por la mañana temprano sobre Amelia Court House si Meade persistía en su opinión de que ese era el movimiento apropiado. Para entonces, el II cuerpo, el V cuerpo y el VI cuerpo del ejército del Potomac estaban disponibles en Jetersville para avanzar contra el ejército confederado. A los soldados de los tres cuerpos de Meade se les dio café a las 4:00 a. m. y se les dijo que estuvieran listos para avanzar al amanecer.
Por la mañana, el general de división Andrew A. Humphreys descubrió que todos dormían en el cuartel general de la Segunda División de William Hays a las 6:00 a. m., cuando estaba previsto que comenzara su marcha, sustituyó a Hays como comandante de la división por el general de brigada (brevet mayor general) Francis Barlow, que acababa de presentarse al servicio. La división de Barlow no se comprometió en Sailor's Creek porque, basándose en una información errónea sobre una columna confederada, se ordenó a esa división que se moviera demasiado a la derecha.

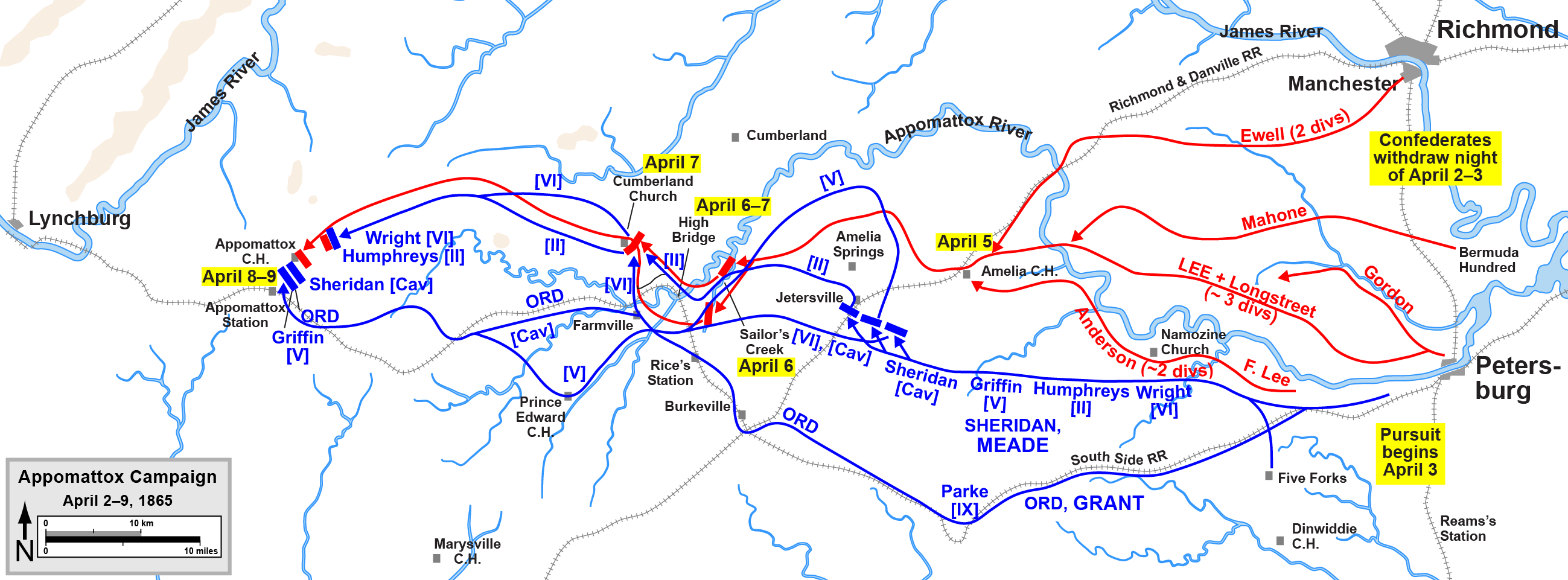
Retirada de Lee y persecución por parte de Grant en la campaña de Appomatox, 2–9 de abril de 1865

## Movimientos iniciales

### Marcha y persecución
Los movimientos confederados hacia el oeste desde Amelia Springs pusieron al ejército confederado en posiciones precarias, ya que sus largas columnas se dispersaron y finalmente se retrasaron al llegar a puntos de estrangulamiento en los puentes sobre Sailor's Creek y Little Sailor's Creek y en los altos acantilados que debían atravesar al oeste de los arroyos.
Lee tenía su ejército en movimiento en la noche del 5 al 6 de abril. El Primer y el Tercer cuerpo de Longstreet combinados encabezaron la marcha nocturna confederada hacia el oeste, seguidos por dos divisiones comandadas por Richard Anderson, el cuerpo de reserva de Richard Ewell (tropas de guarnición de Richmond), la caravana principal y el Segundo cuerpo de John Gordon. La ruta de marcha de Longstreet llevó a sus hombres a Amelia Springs, luego a la carretera de Deatonville en su camino hacia Rice's Station en el ferrocarril del lado sur.
El cuerpo de Lee se movía por carreteras paralelas desde Amelia Court House, pero después de llegar a Deatonville, todos los hombres y carros tendrían que usar una única carretera para ir directamente a Rice's Station, lo que aumentaba su vulnerabilidad durante la marcha. La única otra ruta era la carretera de Jamestown, que salía de Deatonville hacia el norte y sólo llegaba a Rice's Station por una rotonda.
El cuerpo de Longstreet salió primero de Amelia Court House y llegó a Rice's Station a partir del amanecer. Planeaban esperar en Rice's Station a que el resto del ejército los alcanzara y proteger la estación de ferrocarril del lado sur de la ciudad de un ataque del XXIV de la Unión que ya había ocupado Burkeville Junction. Al amanecer, la caballería de Fitzhugh Lee dejó Amelia Springs y marchó a Rice's Station donde se unió al mando de Longstreet.
La división del Mayor general William Mahone, del antiguo tercer cuerpo, ahora combinado con el primer cuerpo de Longstreet, llegó a Deatonville antes del amanecer del 6 de abril. Los hombres de Mahone marcharon hacia Rice's Station por la bifurcación de la derecha en Deatonville.
Los cuerpos de Anderson, Ewell y Gordon siguieron en línea tras la división de Mahone. La división de caballería de Rooney Lee se quedó atrás cuando Fitzhugh Lee se fue con el resto de la caballería para que la división de Rooney Lee pudiera ayudar al cuerpo de Gordon como retaguardia. Los últimos soldados de Gordon no habían llegado a Amelia Springs cuando los principales hombres del cuerpo de Longstreet llegaron a Rice's Station.
Las caravanas estaban en el flanco derecho de los soldados del ejército de Lee, dirigiéndose a un cruce del Sailor's Creek en Perkinson's mill, cerca de la confluencia del Creek con el río Appomattox. Las tropas planeaban cruzar el río unas 2 millas (3,2 km) más arriba, en la carretera de Rice's Station. El cuerpo de Ewell no salió de Amelia Springs hasta las 2:00 p. m. para vigilar los carros, pero se adelantó a ellos y se acercó al cuerpo de Anderson cuando salió.
En la ruta de la marcha, alrededor de 1 milla (1,6 km) después de Deatonville, el camino a Rice's Station se adentraba en un pantano en la zona de Sandy Creek. Holt's Corner, donde se produjeron algunos combates, estaba a dos millas de distancia. Otras 1,25 millas (2,01 km) más lejos, pasando por Hillsman House, estaba Sailor's Creek. En el lado opuesto de Sailor's Creek había un acantilado. Unos 800 m más allá del acantilado había otro cruce cerca de la granja de James N. Marshall. Ambos ramales del Sailor's Creek cortaban profundos barrancos en el terreno. El general Humphreys describió el terreno como "quebrado, consistente en bosques con densa maleza y pantanos, alternando con campos abiertos".
Sheridan no envió a la caballería con la infantería de Meade debido a su convicción de que Lee debía estar moviéndose hacia el oeste para intentar dejar atrás al Ejército de la Unión. Sheridan dirigió a su caballería para que siguiera un camino paralelo y al sur de la línea de marcha de Lee para intentar interceptar a los confederados. Sheridan envió a la caballería hacia el oeste por la carretera de Deatonville-Rice's Station con la división de Crook liderando el avance y las dos divisiones de Merritt bajo el mando de Devin y Custer siguiéndolas por detrás en lugar de enviarlas hacia Amelia Court House con la infantería.

## Batalla
Tal y como se desarrolló, la batalla de Sailor's Creek consistió en realidad en tres enfrentamientos principales que se libraron muy cerca, casi al mismo tiempo. El VI cuerpo del general de división Horatio Wright se enfrentó al cuerpo del teniente general Richard S. Ewell en Hillsman House. La caballería de la Unión liderada por el general de brigada (Brevet Major general) Wesley Merritt luchó contra el cuerpo del teniente general Richard Anderson en Marshall's Crossroads. Después de una batalla a lo largo de varias millas, el II cuerpo del general de división Andrew A. Humphreys se enfrentó al cuerpo del general de división John B. Gordon en la Granja de Lockett.

### Humphreys contra Gordon: Batalla de Lockett's Farm

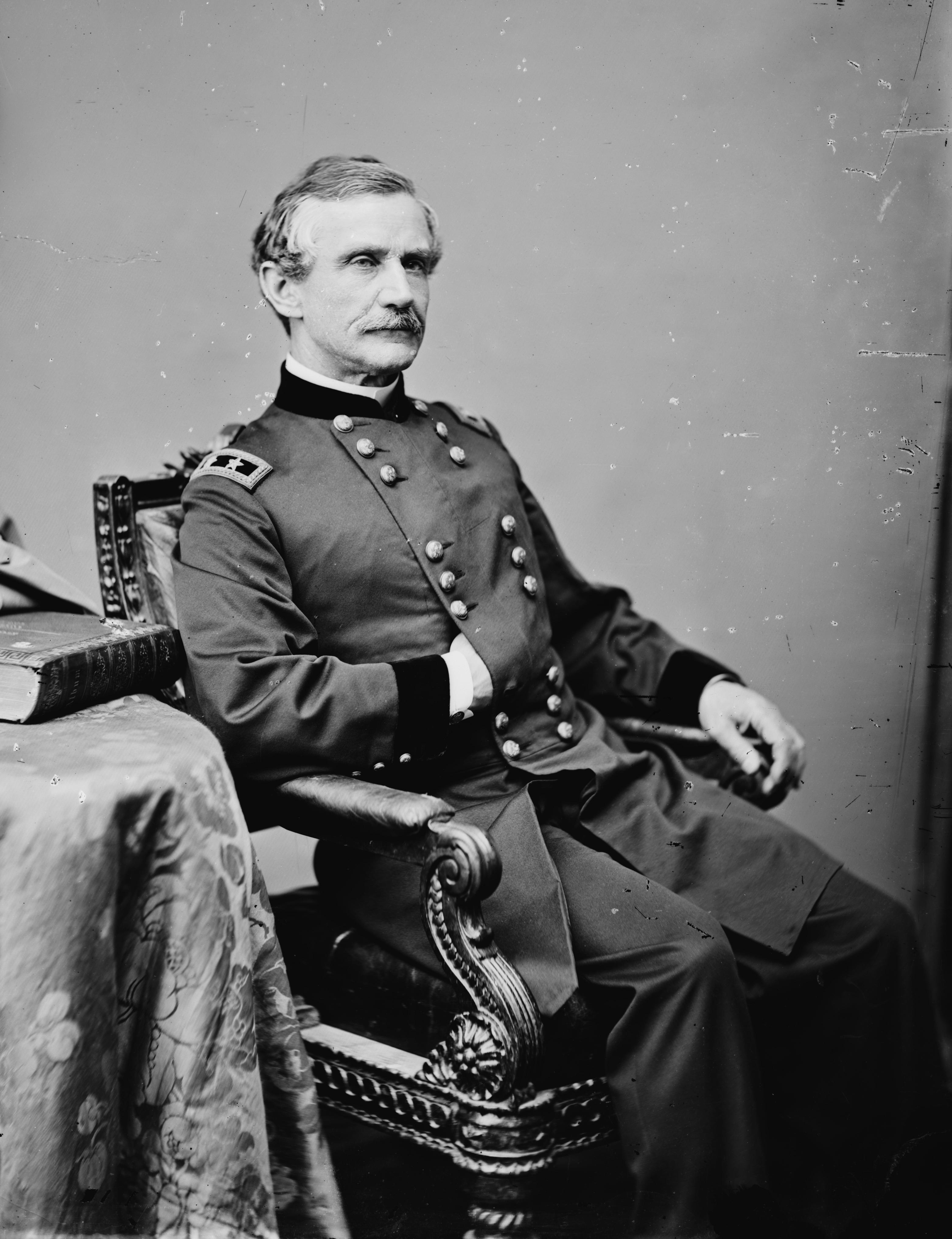
General Andrew A. Humphreys, USA

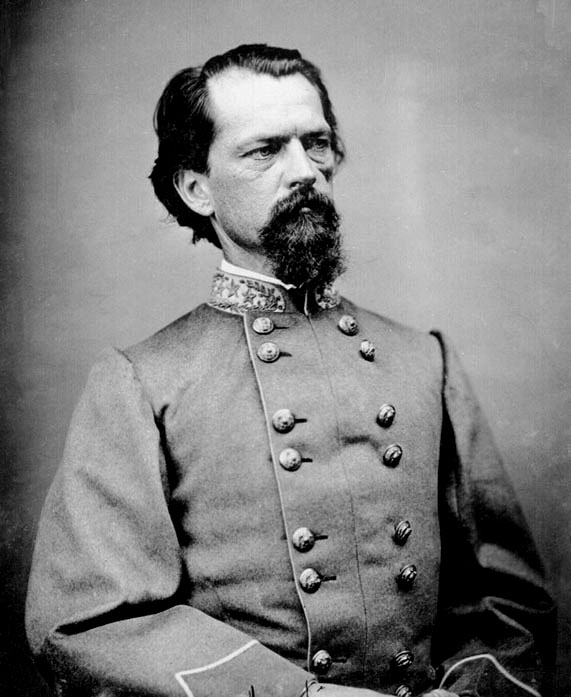
General John B. Gordon, CSA

En la lluviosa mañana del 6 de abril, el cuerpo de Humphreys se dirigió inicialmente hacia la caravana confederada cerca de Amelia Springs en el camino hacia Amelia Court House. En Amelia Springs, el general de brigada (brevet major general) Gershom Mott fue herido mientras realizaba un reconocimiento con la línea de escaramuzas y fue sustituido como comandante de la división por el general de brigada Philippe Régis de Trobriand. Las unidades del II cuerpo que se dirigían hacia Amelia Court House de acuerdo con la orden de Meade, que iba en dirección contraria a la marcha confederada, observaron al ejército de Lee moviéndose hacia el oeste justo antes de que la retaguardia se perdiera de vista. Aproximadamente al mismo tiempo, los oficiales de señales de la Unión descubrieron trenes de carros e infantería moviéndose hacia Deatonville, mientras que el V cuerpo del general de brigada (brevet mayor general) Charles Griffin, en Hill's Shop, también se enteró de que la fuerza de Lee había dejado Amelia Court House. Al hacerse evidente el movimiento hacia el oeste del ejército confederado, el II cuerpo cambió de dirección y dio la persecución. El V cuerpo de Griffin fue enviado en un amplio giro hacia el norte de la columna confederada a través de Paineville y estuvo más allá de la acción el 6 de abril.
La división de Miles del cuerpo de Humphrey llevó algunos cañones a la orilla de Flat Creek, que corría de noreste a suroeste a través de la línea de marcha, y abrió fuego sobre la infantería confederada, que era la retaguardia del cuerpo de Gordon, que marchaba hacia el oeste. Una batalla a la carrera comenzó alrededor de las 9:00 a. m. entre las divisiones de Miles y De Trobriand del II cuerpo y las divisiones mucho más pequeñas del general de brigada James A. Walker y el general de división Bryan Grimes del segundo cuerpo de Gordon, con la caballería de Rooney Lee manteniendo ocasionalmente la línea para la infantería.

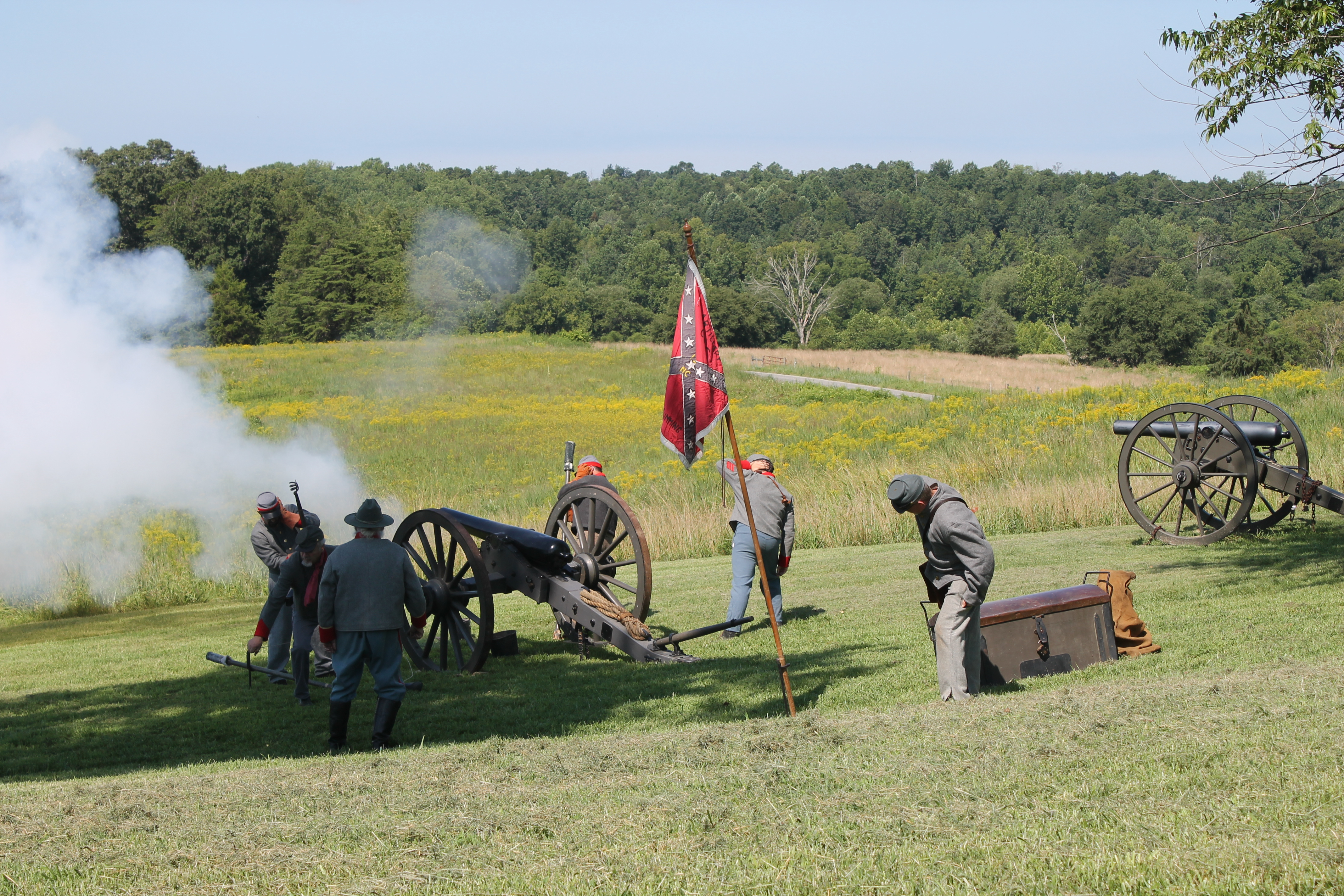
Recreadores participan en una representación de la batalla, 2013

La batalla de Gordon con Humphreys fue detenida por la lentitud de la caravana en Deatonville, lo que hizo necesario que su cuerpo se mantuviera en pie. Crook había enviado una brigada de caballería para ayudar al II cuerpo a luchar contra Gordon en Deatonville, pero la infantería de Gordon y la caballería de Rooney Lee los expulsaron.
La división de Regis DeTrobriand se encontró con la división del general de brigada confederado James A. Walker y, tras un breve duelo de artillería, vio cómo los supervivientes subían la colina y se defendían desde la cresta. Siete regimientos de la Unión cargaron contra la posición de Walker en un esfuerzo por silenciar su artillería, causando muchas bajas. El 17.º Regimiento de Infantería de Maine, al mando del mayor Charlie Mattocks, dirigió una carga contra el 21.º regimiento de infantería de Carolina del Norte, tomando su bandera y unos 300 prisioneros. Los otros regimientos de DeTrobriand recogieron otros 100 prisioneros, banderas y carros cuando también tomaron la colina y, cuando lo hicieron, enviaron algunos proyectiles en dirección a los confederados en retirada. La división de DeTrobriand ocupó Deatonville, encontrando muchas armas y piezas de artillería y mucha munición abandonada por los confederados.
Después de que el teniente general Ewell desviara las caravanas hacia la carretera de Jamestown hacia el norte, el cuerpo del mayor general Gordon las siguió, cubriendo las caravanas mientras el II cuerpo de la Unión continuaba persiguiéndolas de cerca. Después de algunos combates en el cruce de Holt's Corner de las dos carreteras, los cuerpos de Humphreys y Gordon continúan luchando durante otras 3 millas (4,8 km).
Los puentes dobles sobre Little Sailor's Creek y Big Sailor's Creek, justo antes de que se unieran, se rompieron, dejando varados a cientos de carros y bloqueando la línea de marcha de Gordon. El II cuerpo se acercó rápidamente y, tras cierta resistencia, el cuerpo de Gordon retrocedió. Los combates se detuvieron al anochecer y muchos de los hombres de Gordon escaparon, algunos de los cuales llegaron a High Bridge con Gordon esa noche[48] Gordon informó que sus hombres desorganizados marcharon toda la noche y que "muchos tiraron sus armas".
En total, el II cuerpo capturó 13 banderas, 4 cañones y 1.700 prisioneros. Humphreys escribió que su cuerpo sufrió 311 muertos y heridos y que las pérdidas confederadas probablemente superaron las de su cuerpo.

### Crook y Merritt contra Anderson: Batalla de Marshall's Crossroads

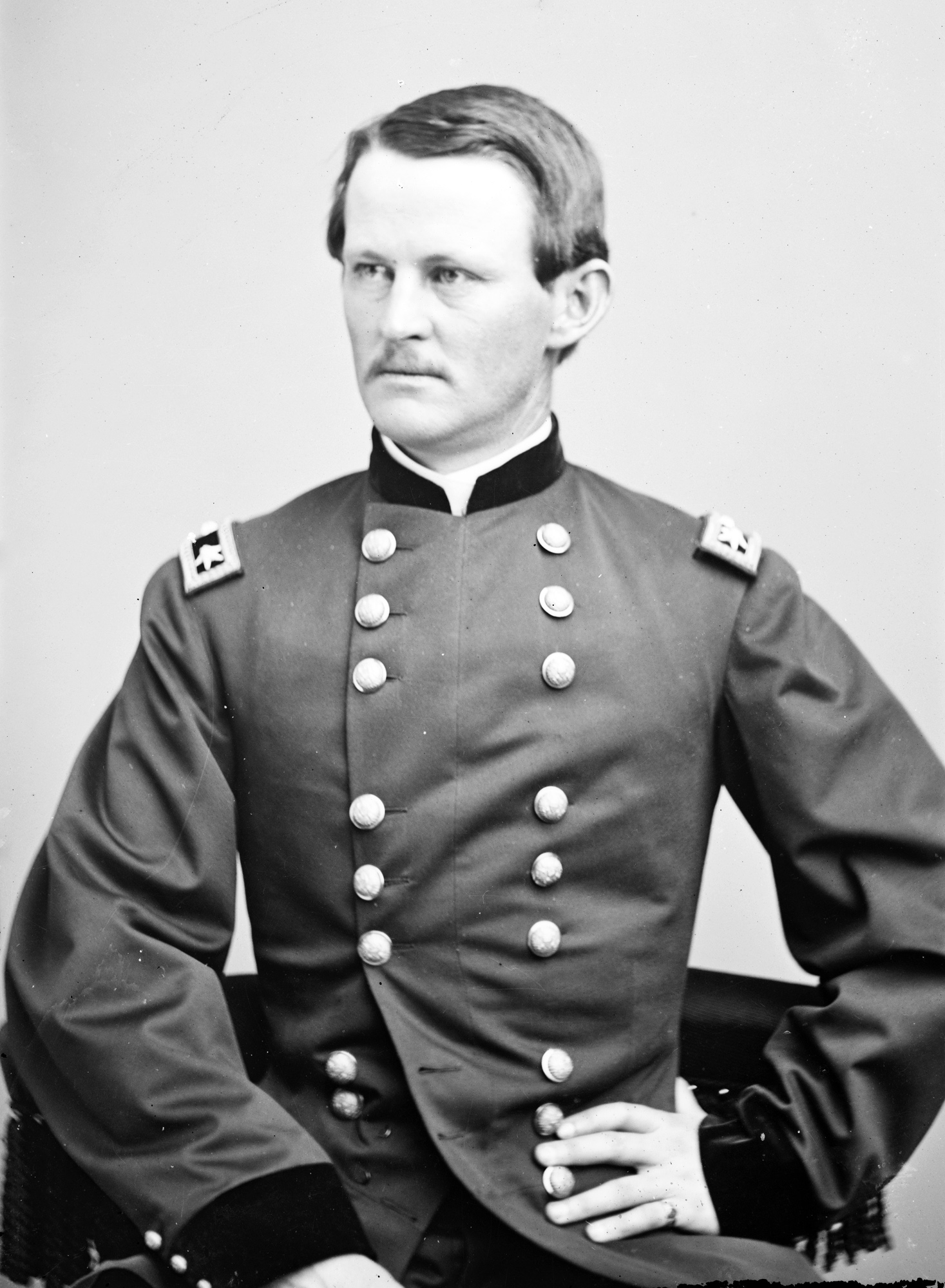
General Wesley Merritt, USA

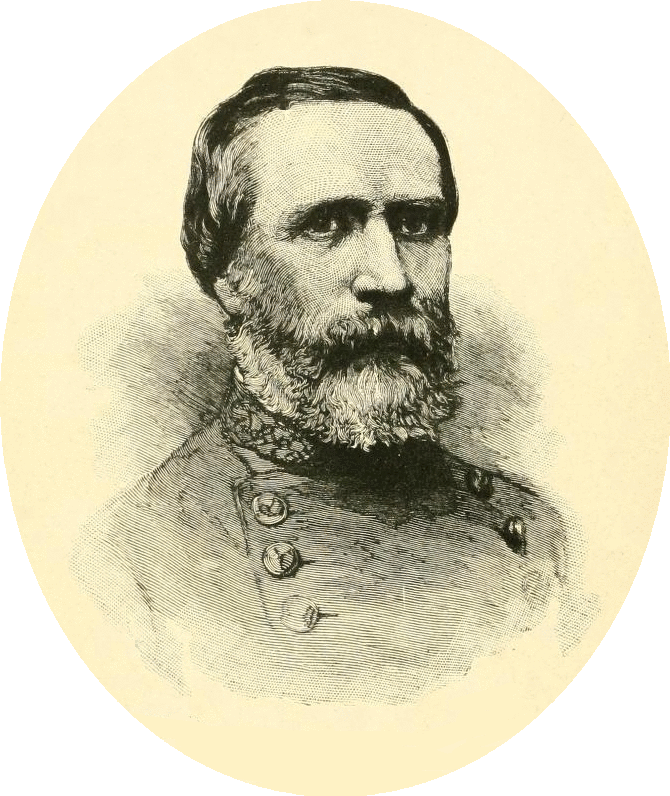
General Richard H. Anderson, CSA

La división de caballería del mayor general George Crook, que inicialmente se movía por la carretera de Pride's Church, comenzando cerca de Deatonville, comenzó a aplicar tácticas de ataque y retirada contra la caravana confederada y la infantería de apoyo. Después de que la brigada destacada de Crook fuera apartada de la lucha con el cuerpo de Gordon en Deatonville, se adelantó hasta Holt's Corner, donde la brigada principal de Crook atacó a los hombres del teniente general Richard Anderson, que se dispersaron por el ataque sorpresa. Los soldados atacaron la caravana y quemaron un par de docenas de vagones. Anderson se reorganizó y rechazó a los atacantes de la Unión. La brigada de William Wallace de la división de Bushrod Johnson, el cuerpo de Anderson, también dispersó el ataque de otra brigada de caballería de la Unión. Las cuatro pequeñas brigadas restantes de Johnson establecieron una línea perpendicular a Pride's Church Road. Crook ordenó a las brigadas de J. Irvin Gregg y Charles H. Smith que volvieran a la columna, ya que Sheridan había ordenado a Crook que continuara hacia el oeste, hacia Marshall's Crossroads, con el resto de la caballería.
Se había abierto una brecha en la línea de marcha porque la caballería de Crook había atacado y retrasado al cuerpo de Anderson mientras protegía los carros en Holt's Corner. Después de que la caballería de Crook fuera expulsada, Anderson cruzó Little Sailor's Creek y llegó a Marshall's Crossroad, donde encontró que la caballería de la Unión había encontrado la brecha en la línea y bloqueado su camino hacia Rice's Depot.
Desde su posición en el flanco derecho, la división de Custer cruzó Little Sailor's Creek en Gill Mill y se percató de la brecha entre Mahone y Anderson a 1 milla (1,6 km) de distancia en Marshall's Crossroad y bloqueó el camino allí mientras las tropas de Crook atacaban la retaguardia de la columna de Anderson. En este espacio había piezas de artillería que se movían lentamente. Los hombres de Custer cargaron contra la artillería, capturando diez piezas antes de ser expulsados por la infantería de Anderson. Otra caballería de la Unión se acercó para hostigar a la línea de Anderson. Los hombres de Anderson contraatacaron, pero luego se mantuvieron. Un soldado de Virginia, que llegó tarde, dijo que un gran número de tropas de la Unión se adelantó entonces mientras ellos se atrincheraban en lugar de avanzar.
Anderson giró entonces para cruzar Little Sailor's Creek cuando el cuerpo de Gordon se acercó a Holt's Corner[69]. Las divisiones de Johnson y Pickett montaron pontones al otro lado de la carretera mientras el cuerpo de Ewell también cruzaba para establecer una línea defensiva. La posición de Anderson estaba casi 1 milla (1,6 km) al sur de la posición de Ewell en una cresta al otro lado de Sailor's Creek.
La caballería de la Unión cargó varias veces contra la infantería de Anderson. Finalmente, la brigada del coronel Henry Capehart de la división de Custer asestó un feroz golpe a la línea confederada, seguido por el ataque de otras brigadas, incluida una carga del general de brigada Henry E. Davies, Jr. que fue elogiada por el general Crook y que provocó el colapso de toda la línea y la huida de los supervivientes.

### Wright contra Ewell: Batalla de la Casa Hillsman

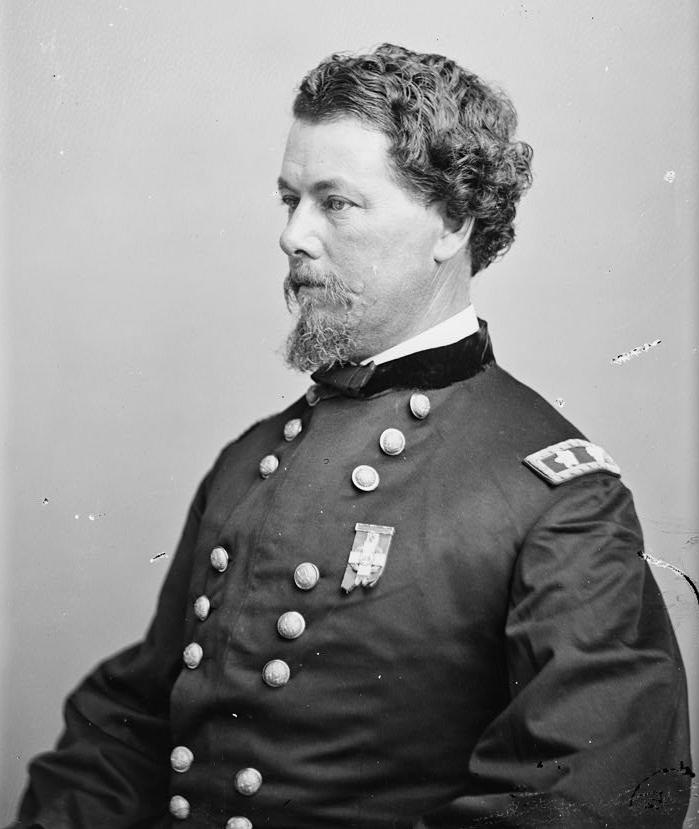
General Horatio G. Wright, USA

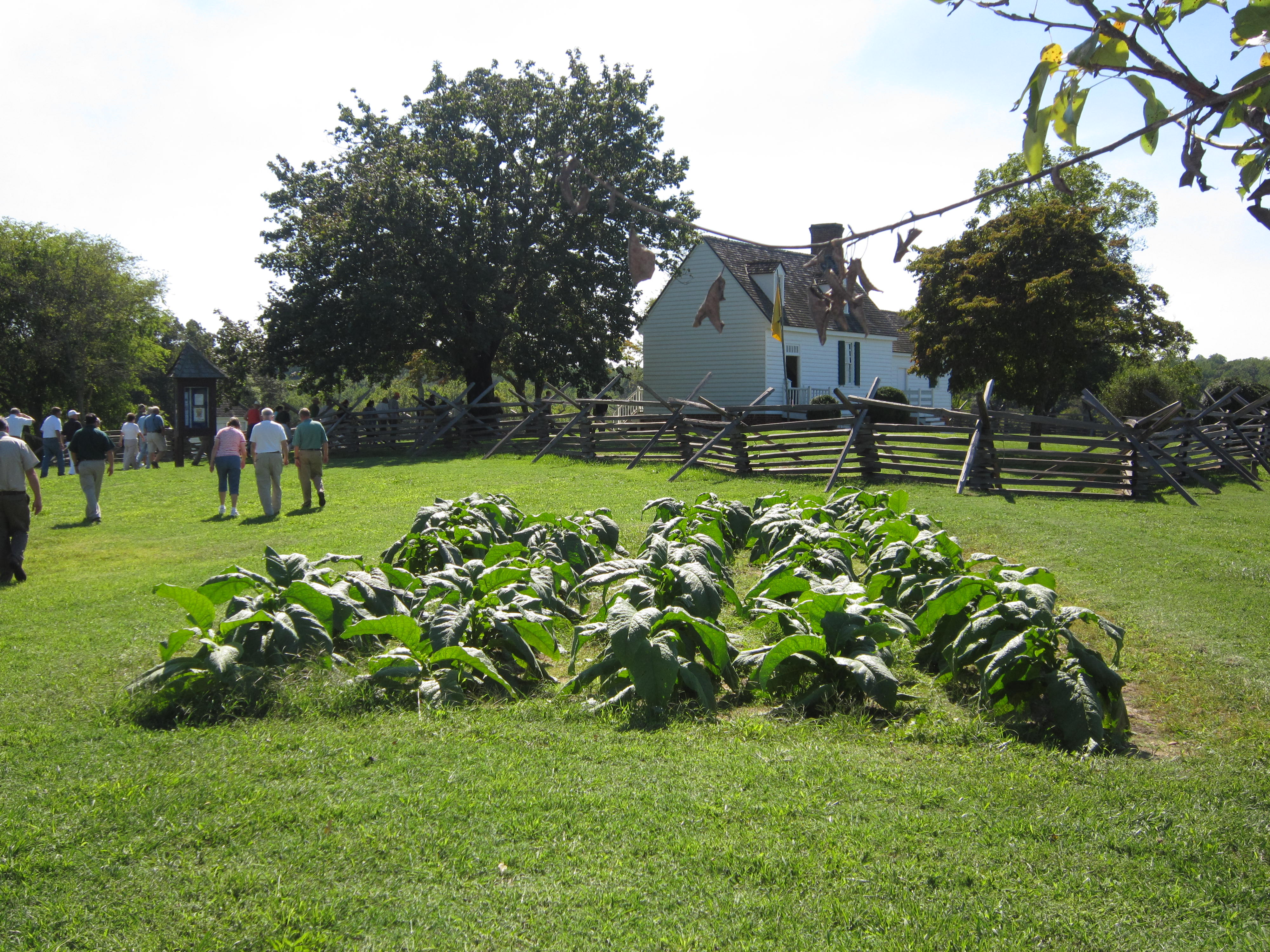
La casa Hillsman en 2012

La caballería de Fitzhugh Lee había descubierto la fuerza de caballería de la Unión que bloqueaba el cuerpo de Anderson y avisó al teniente general Richard Ewell de la obstrucción en el camino que tenía por delante. Ewell ordenó que la caravana se dirigiera hacia el norte por la carretera de Jamestown en Holt's Corner para evitar la fuerza de la Unión en la carretera de Deatonville-Rice's Station. El cuerpo de Ewell cerró entonces una brecha de una milla (1,6 km) con el cuerpo de Anderson y le ayudó a rechazar el segundo ataque de Crook contra Anderson.
Después de que Anderson cruzara Little Sailor's Creek y pasara por la cresta de la colina, Ewell trasladó su fuerza a un terreno más alto al otro lado del arroyo, dejando a los hombres de la brigada del coronel William H. Fitzgerald y del 24.º regimiento de caballería de Virginia como retaguardia en la granja de Hillsman. Ewell y Anderson se reunieron para consultar si debían atacar a la fuerza de caballería en su frente o dirigirse a través de los bosques hacia Farmville. Antes de que pudieran terminar su discusión, el VI cuerpo del general de división Horatio G. Wright apareció en la retaguardia de Ewell, obligando al cuerpo de Anderson a enfrentarse a la caballería de la Unión que avanzaba desde el sur en Marshall's Crossroads, mientras que el cuerpo de Ewell tenía que enfrentarse a la infantería de la Unión en Hillsman's House. Los dos cuerpos lucharon casi consecutivamente contra las fuerzas de la Unión que los rodeaban.
Cuando el VI cuerpo se acercó al cuerpo de Ewell, éste desplegó la división del general de división Joseph B. Kershaw a la derecha, la división de Custis Lee a la izquierda y el batallón naval bajo el mando del Comandante John R. Tucker en el centro[70] El cuerpo de Wright llegó alrededor de las 4:30 p. m. y vio a la fuerza de Ewell formando una línea de batalla en el lado norte de Sailor's Creek. Las brigadas de las divisiones del VI cuerpo del general de brigada Truman Seymour y del general de brigada (brevet mayor general) Frank Wheaton formaron contra ellos. El mayor general Sheridan estaba en el lugar y un soldado cercano dijo que era evidente que el objetivo de Sheridan era rodear a los confederados de Ewell.
El VI cuerpo atacó la línea de Ewell alrededor de las 6:00 p. m. después de un bombardeo de artillería durante el cual los hombres de Ewell construyeron apresuradamente modestas fortificaciones. Muchos soldados de la Unión fueron abatidos al cruzar Sailor's Creek, que era más bien un pantano de hasta 100 yardas (91 m) de ancho en algunos lugares. Los hombres de Wheaton se reorganizaron bajo la cresta de una colina y reanudaron su movimiento hacia arriba. El centro de la línea, que se movía rápidamente, fue rechazado bajo un intenso fuego y un contraataque confederado. Sin embargo, como la línea confederada era más corta que la de la Unión, esto llevó a los atacantes confederados a un doble envolvimiento. Los veinte cañones de la artillería de la Unión, bajo el mando del brevet mayor Andrew Cowan, desplegados en la granja Hillsman, desempeñaron un papel clave en su rechazo. Se produjo un feroz combate cuerpo a cuerpo antes de que los confederados vieran finalmente que estaban rodeados y se rindieran. El batallón naval bajo el mando del comandante Tucker fue uno de los últimos confederados rodeados en rendirse. El teniente coronel (brevet brigadier general) J. Warren Keifer se adelantó para aceptar la rendición del batallón naval, pero varios marineros le apuntaron con sus mosquetes. Solo gracias a la intervención del comandante Tucker, el coronel Keifer se salvó y pudo aceptar la rendición real poco después.
El general Humphreys escribió que todo el mando de Ewell fue muerto, herido o capturado, excepto unos 250 hombres de la división de Kershaw que escaparon.

### Bajas
El general Humphreys informó de 311 bajas en su cuerpo y 442 en el cuerpo de Wright, pero no pudo precisar el número de bajas sufridas por la caballería de la Unión. El historiador Noah Andre Trudeau afirma que la pérdida total de la Unión fue de 1.180 muertos y heridos.
Humphreys declaró que la pérdida total de la Confederación en muertos, heridos y capturados fue "no menos de 8.000". Trudeau estuvo de acuerdo con esta cifra. Señaló que, a pesar de los esfuerzos de Anderson, Ewell y Gordon, la mayor parte de las caravanas fueron destruidas. Humphreys escribió: "Toda la fuerza de Ewell se perdió, junto con casi la mitad de la de Anderson y una gran parte de la de Gordon, todo en un esfuerzo inútil por salvar los trenes".

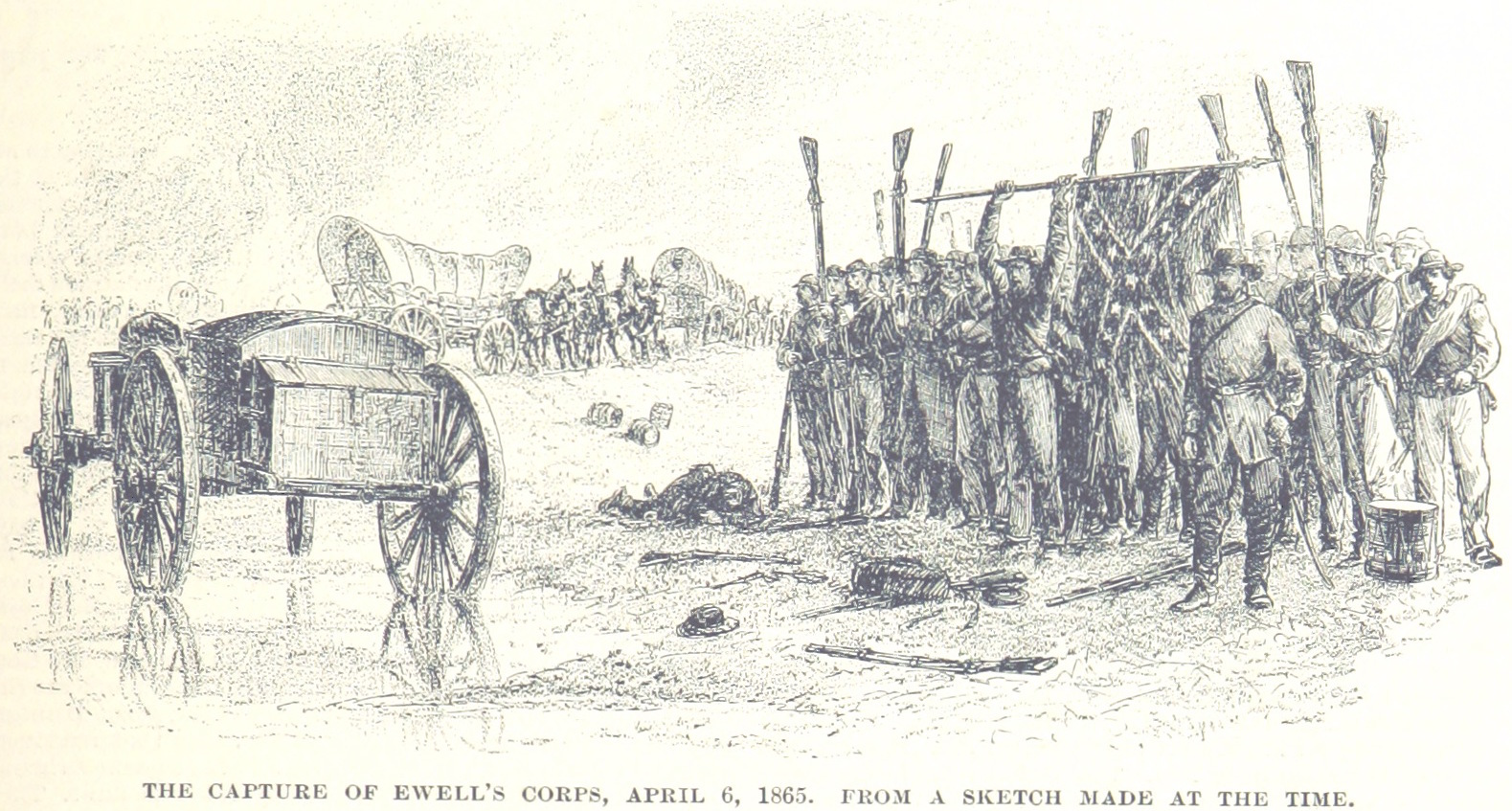
Captura del cuerpo de Ewell

En Sailor's Creek, alrededor de una quinta parte del ejército confederado en retirada fue tomada como prisionera o se convirtió en bajas. Muchos oficiales confederados fueron capturados, incluyendo a los generales Ewell, Kershaw, Custis Lee, Seth M. Barton, James P. Simms, Meriwether Lewis Clark, Sr., Dudley M. Du Bose, Eppa Hunton, y Montgomery D. Corse. El coronel Stapleton Crutchfield fue muerto al frente de un destacamento de artillería que había participado en las defensas de Richmond. El general Humphreys también declaró que el desorden de los confederados después de sus derrotas en Five Forks, Sutherland's Station y el abrirse paso desde allí "sin duda los dispersó hasta tal punto que muchos, estando sin raciones, no se reunieron con sus comandos". Continuó diciendo que: "En el movimiento hacia Amelia Court House, y desde ese punto hacia Sailor's Creek, Farmville y Appomattox Court House, teniendo sólo escasos suministros y estando agotados por la falta de sueño y comida y agobiados por la fatiga, muchos hombres cayeron o vagaron en busca de comida".

## Consecuencias

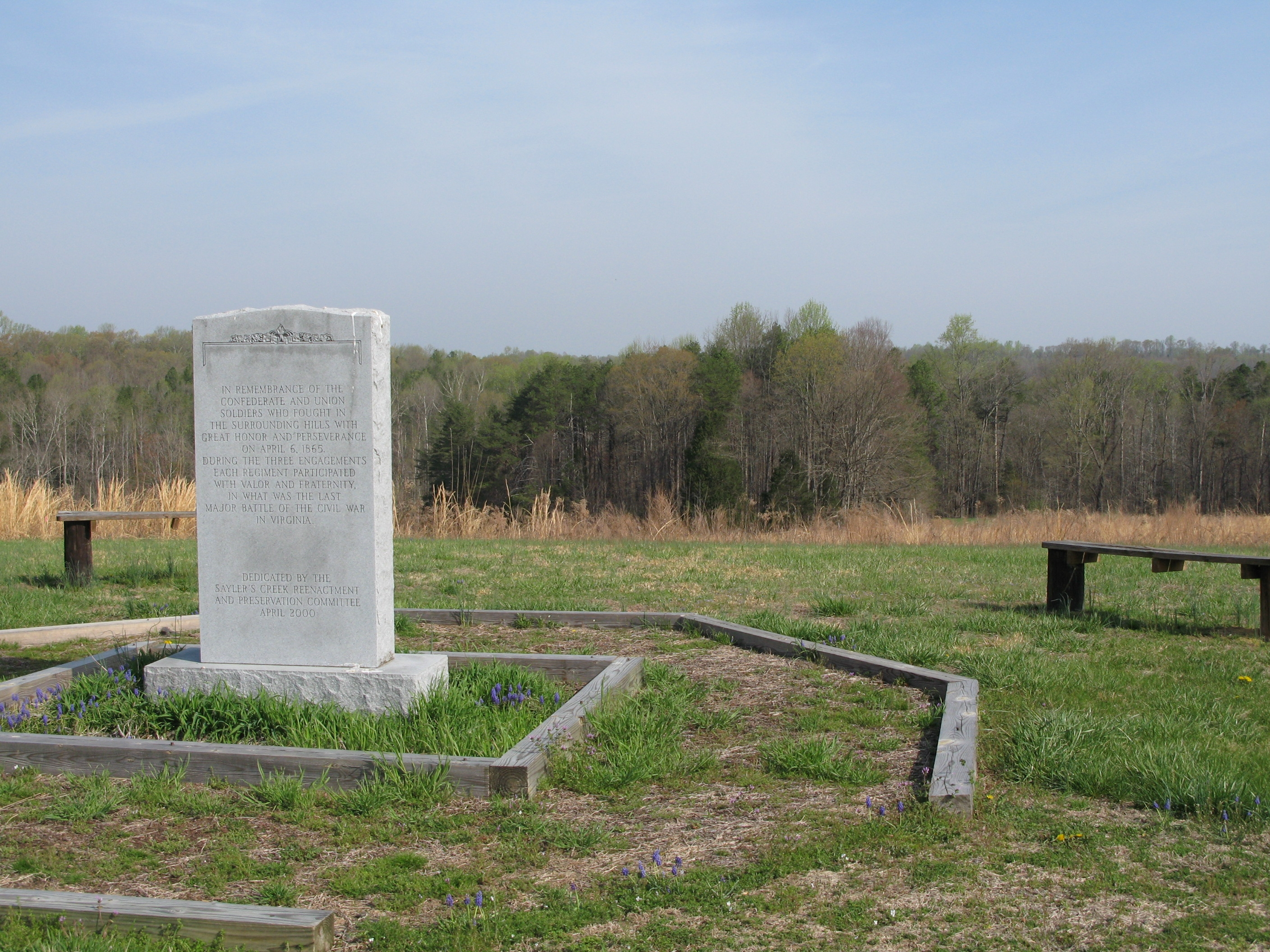
Monumento en el lugar de la batalla, dedicado en 2010

Cuando gran parte del Ejército Confederado no se presentó en Rice's Station y Lee comenzó a recibir informes de la derrota que se estaba produciendo en Sailor's Creek, regresó a un acantilado sobre el campo de batalla con la división de Mahone.
Al ver a los supervivientes fluyendo por el camino, Lee exclamó delante del general de división William Mahone: "Dios mío, ¿se ha disuelto el ejército?", a lo que el general Mahone respondió: "No, general, aquí hay tropas listas para cumplir con su deber". Conmovido por el fiel deber de sus hombres, Lee le dijo a Mahone: "Sí, todavía quedan algunos hombres de verdad... ¿Podría mantener a esa gente atrás?".
La división de Mahone permaneció en la orilla opuesta cubriendo la huida de los fugitivos pero no participó en más combates.
El Capitán Tom Custer, hermano del general de brigada George Armstrong Custer, recibió una segunda medalla de honor en cuatro días por sus acciones en esta batalla. Esto siguió a su primera medalla por acciones en la batalla de Namozine Church el 3 de abril de 1865.
Al día siguiente, 7 de abril de 1865, el general Grant envió su primera carta al general Lee pidiendo la rendición de su ejército. Dos días después, Lee se rendiría en Appomattox Court House.
El general Philip Sheridan declaró que la batalla había quedado tan eclipsada por la rendición de Lee tres días después y que nunca se le dio la importancia que merecía.

## Nombre de la batalla
El nombre oficial actual del afluente del río Appomattox es Sayler's Creek, establecido en 1959 por la Junta de Nombres Geográficos de los Estados Unidos; esta grafía se utiliza en los mapas topográficos publicados por el Servicio Geológico de los Estados Unidos. Muchos destacados historiadores de la Guerra Civil (James M. McPherson, Shelby Foote, Bruce Catton, Douglas Southall Freeman, entre otros) han utilizado esta grafía. Chris M. Calkins, del Servicio de Parques Nacionales, utilizó esta grafía en su obra de 1980, Thirty-Six Hours before Appomattox, y también en la nominación que escribió para preservar el campo de batalla en el inventario del Registro Nacional de Lugares Históricos. Sin embargo, Calkins señaló en su obra de 1997, The Appomattox Campaign, que en la época de la Guerra Civil y anteriormente, los mapas utilizaban la grafía Sailors. Entre ellos se encuentran el mapa de Virginia de 1752 de Joshua Fry-Peter Jefferson y los mapas topográficos de 1867 de Michler (incluidos en el Atlas de Registros Oficiales). Por lo tanto, considera que el nombre correcto de la batalla de la Guerra Civil debería ser Sailor's Creek. El Programa de Protección de Campos de Batalla Americanos (Comisión Asesora de Sitios de la Guerra Civil del Servicio de Parques Nacionales), el Civil War Trust, y el Departamento de Conservación y Recreación de Virginia utilizan la grafía "Sailor's Creek". La batalla también se conoce como Little Sailor's Creek, Harper's Farm, Marshall's Cross Roads, Hillsman Farm, Double Bridges o Lockett's Farm.